# Боргонуово (Ријети)
Боргонуово је насеље у Италији у округу Ријети, региону Лацио.
Према процени из 2011. у насељу је живело 273 становника. Насеље се налази на надморској висини од 113 м.